# کلمون گرنیه
کلمون گرنیه (فرانسوی: Clément Grenier‎؛ زادهٔ ۷ ژانویهٔ ۱۹۹۱) بازیکن فوتبال اهل فرانسه است که در پست هافبک تهاجمی بازی می‌کند.
از باشگاه‌هایی که در آن بازی کرده‌است می‌توان به لیون، رم، گنگام و رن اشاره کرد.
وی همچنین در تیم ملی فوتبال فرانسه بازی کرده‌است.